# New Life (Lied)
New Life ist ein Lied von Depeche Mode. Es erschien im Juni 1981 als Single und wurde später auf dem Album Speak & Spell veröffentlicht, auf dem es das erste Stück war.

## Entstehung
Der Song wurde von Vince Clarke geschrieben und von Depeche Mode mit Daniel Miller, dem Gründer des Labels Mute Records, produziert. Der Song wurde im Mai 1980 in den Blackwing Studios in London aufgenommen.

## Veröffentlichung und Rezeption
New Life erschien im Juni 1981. Der Song erreichte Platz elf in Großbritannien und stellte somit den Durchbruch für die Band dar. Die B-Seite der Single war Shout!. Es gibt zwei Versionen von New Life. Die 7"-Version wurde später auch die Albumversion. Zudem gibt es auch einen etwas längeren 12"-Remix mit einem unterschiedlichen Intro und einem zusätzlichen Synthesizer-Teil. Diese Version erschien später auch auf der US-Version von Speak & Spell.
Am 25. Juni 1981 spielte die Band New Life bei ihrem ersten Auftritt bei Top of the Pops in der BBC. Es folgten zwei weitere Auftritte am 16. Juli und am 30. Juli 1981.